# 여중생A
《여중생A》는 대한민국 만화가 허5파6의 웹툰이다.
2017년 단행본이 나왔다. 단행본은 총 5권으로 구성돼 있으며, 프롤로그부터 72화까지의 연재분이 우선 출간되었다. 연재에는 포함되지 않았던 특별 코너인 네 컷 만화와 함께 각 권마다 작가의 일상생활 노하우를 담은 작가의 일상을 추가했다.

## 줄거리
학교에서 친구도 별로 없고 매우 외로우며 항상 게임으로 스트레스를 해소하는 장미래가 작가로써의 꿈을 키워나가는 이야기.

## 등장인물

### 주인공
- 장미래

주인공으로, 자신을 학대하는 아버지와 그에게 당하기만 하는 어머니와 살고 있다. 문학적으로 재능이 있어서 작가가 되었다.. 원더링 월드라는 게임을 좋아한다. 다크666이라는 남캐로 등장한다.
- 현재희

미래가 하는 게임에서 '희나'라는 여자캐릭터로 등장하여 장미래와의 관계까지 나아가게 된다. 힘든 시기의 미래에게 도움을 주는 존재.

### 반장 그룹
이백합
미래의 반 1학기 반장. 처음에는 글을 잘 쓰는 미래에게 호감을 갖고 다가온다, 이백합 또한 글 쓰는 걸 좋아해서이다. 반에서 인기가 많다. 방송부.
장노란
2학기 반장. 백합이의 소꿉친구. 미래를 싫어한다. 미래가 음침해 보였기 때문.
박예진
노란이의 친구. 마찬가지로 미래를 싫어한다. 가끔 노란이가 미래 흉을 볼 때 무시하기도 한다.

### 밴드부
이태양
미래가 좋아했던 남자아이. 이백합에게 고백하여 싫다는 이백합을 붙들고 사귀고 있다.

### 미래의 부모님
미래아빠
미래와 미래의 어머니에게 가정폭력을 일삼는 인물.
미래엄마
미래가 작가가 되기를 진심으로 바라지만, 남편 때문에 어려운 생활을 보내고 있다.

### 일진 그룹
김유리
머리 모양은 일자 앞머리, 헤어 스타일은 똥머리. 일진에게 삥 뜯길 뻔한 미래를 구해주는 등 착한 면도 있다. 아이피녀로 오해를 받고 힘들어 하던중 미래에게 큰 도움을 받았다. 미래의 소설에서 여주로 등장하고, 이름은 김예리이다. 청순하고 귀여운 느낌이라고 한다. 아이피녀 사건 이후 기획사에 캐스팅 된다. 일진 무리에서 나오려고 애쓰고 있다.
박현진
유리처럼 일자 앞머리이다. 김유리의 옛날친구, 김유리를 질투한 나머지 아이피녀로 만들려고 조작하지만 나중에 미래의 소설로 인해 들통이 나고 커터칼로 김유리를 협박하다가 경찰에 끌려간다. 미래의 소설에서 박혜진으로 등장하고 고양이 눈매에 미녀라고 한다. 미래의 소설의 박혜진이 되고 싶어 염색까지 했다.
윤지수
유리의 단짝
이경민
송재민
임태현
유리를 좋아한다.

### 오타쿠 그룹
이양선
2학기 부반장. 미래의 단짝. 만화를 좋아한다.
박하늘
미래의 단짝. 만화를 좋아한다.
나유진
미래의 단짝. 만화를 좋아한다. 그림을 잘그린다.

## 제작 및 반응
작가는 3월 펴낸 단행본 후기에서 "그리고 싶었던 주제는 자존감"이라며 "자존감은 외부 요소에 의해 어떻게 변화되는가, 자존감이 한 사람의 인생에 얼마나 지대한 영향을 미칠 수 있는가에 대한 이야기"라고 말한다. 《한겨레》의 구둘래에 따르면 "전작인 《아이들은 즐겁다》에서는 초등학생 그림체를 채택했던 작가 허5파6은 《여중생A》에선 여중생이 그린 듯한 그림체"를 선보이고 있다. 또한 《레디앙》은 책소개에서 "단순히 주인공의 성장 서사가 되기를 거부하는 만화"이며, "왕따, 가정폭력, 게임중독, 일진과 학원폭력, 외모지상주의, 여성혐오와 여성인권, 오타쿠 내 성폭력, 인터넷 신상 털기 등 우리 사회의 민낯과 구조적 결함을 주인공 장미래의 고민 속에 담담하게 녹여내고 있다"고 분석했다.
만화비평 전문 웹진 《유어마나》의 선우훈 편집장은 "... 등장인물의 상황을 인간 보편의 이야기로 설득해내는 솜씨가 대단한 작품"이라며 "그림체도 말하기 방식에 가장 잘 부합했다"고 호평했고, 《오마이뉴스》의 박재원은 "《여중생A》는 아버지로부터 폭력에 시달리고, 학교에서 따돌림과 놀림을 받는 현실에 적응한, 그래서 인터넷의 세계로, 자신의 내부로 도피해 버린 주인공 장미래가 자신의 트라우마인 '가족'과 '학교'에서 벗어나 '자존감'을 찾아가는 과정을 담담하게 그린 수작"이며 "청소년 전문가의 필독서가 되어야 한다는 생각"까지 미쳤다고 기고했다. 올 한 해 가장 주목 받았던 우리나라 만화 중 5개 작품을 선정하는 '2016 오늘의 우리만화'에서 《고수》, 《덴마》, 《유미의 세포들》, 《혼자를 기르는 법》과 함께 수상했다. 작품의 심사평은 이렇다. "가장 간단한 그림으로 당대를 드러내고, 위로하는 작품이다."